# Solenopsis gallardoi
Solenopsis gallardoi es una especie de hormiga del género Solenopsis, subfamilia Myrmicinae.